# Deusterkapel

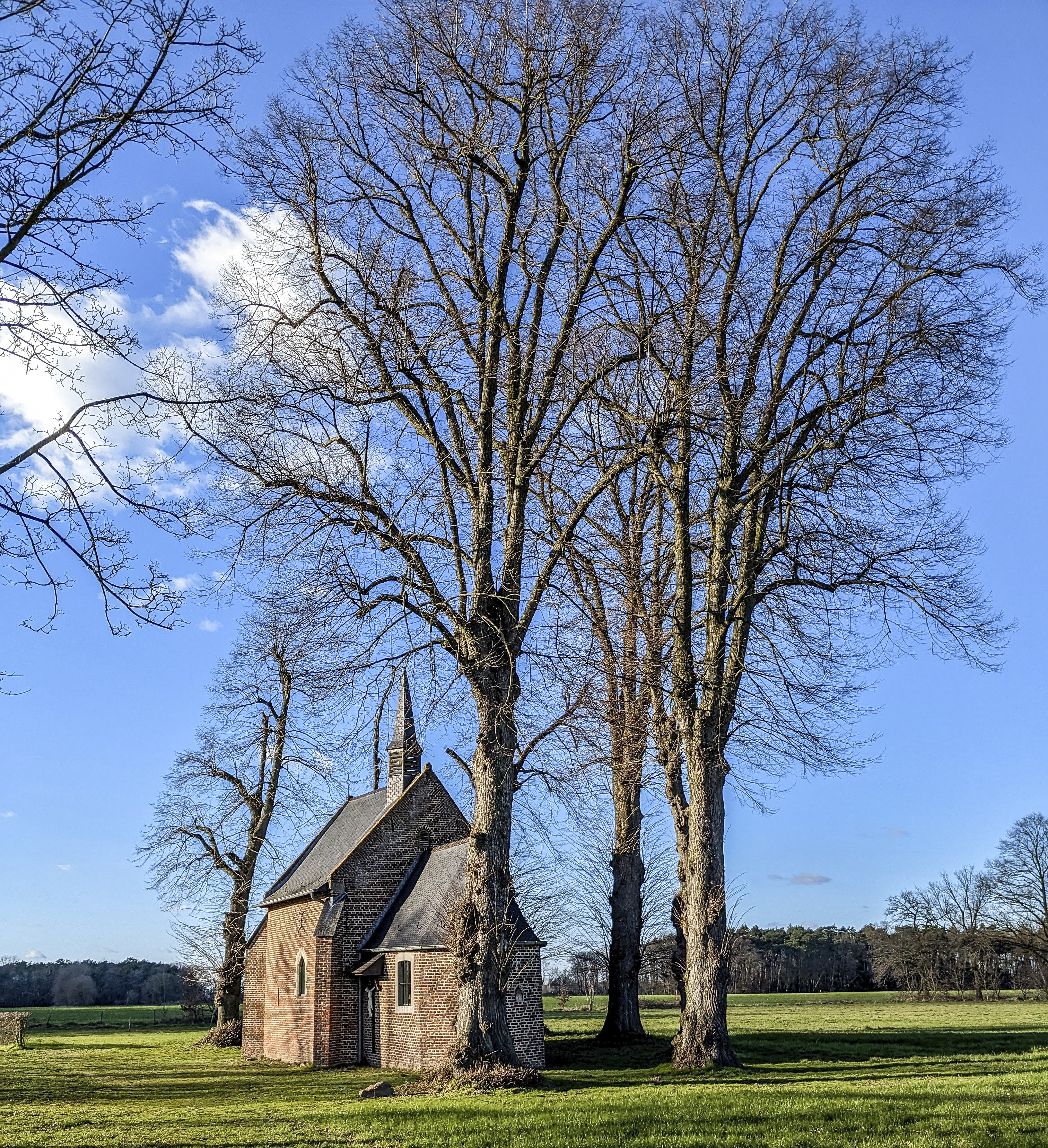

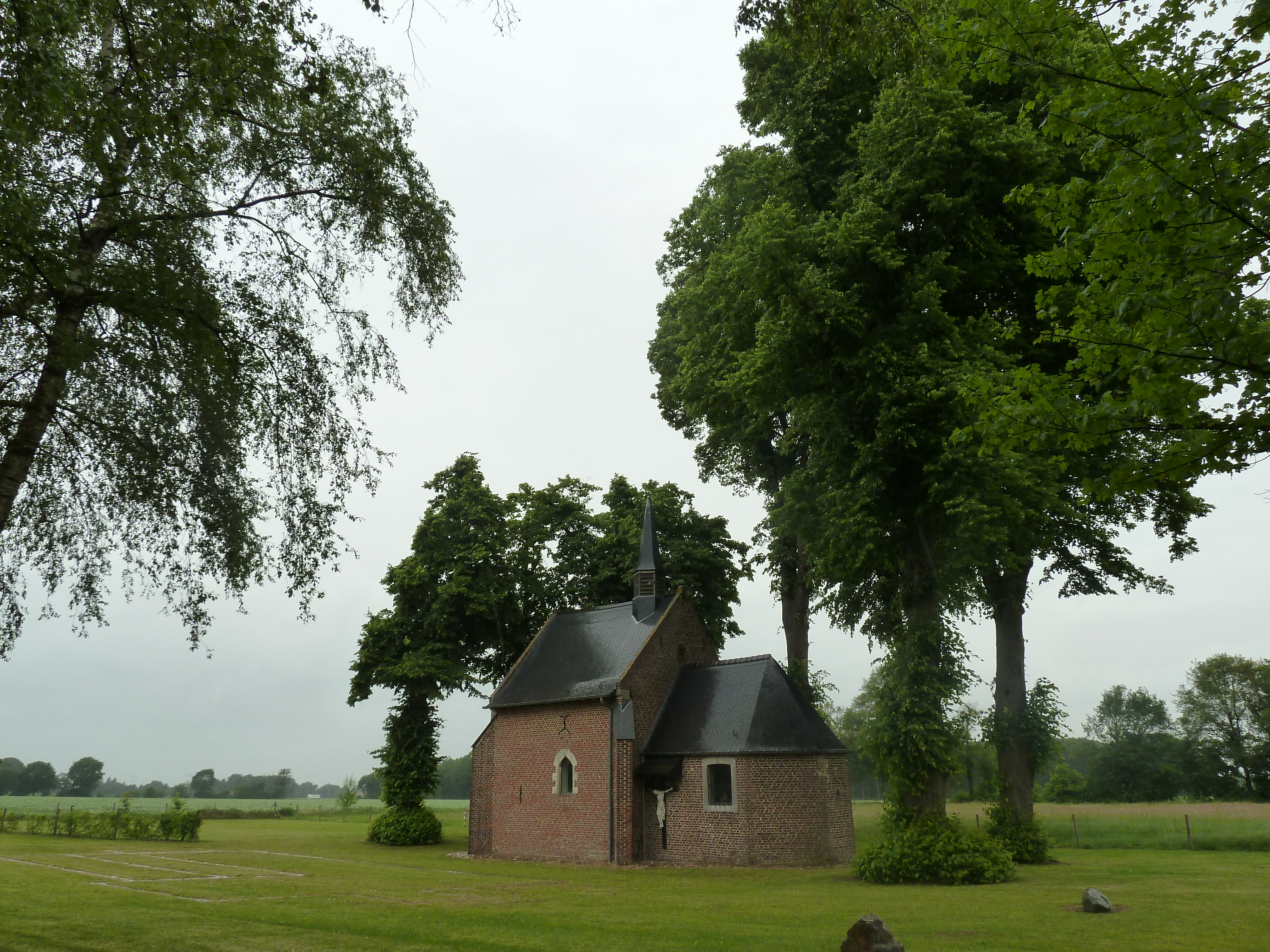

De Deusterkapel is een kapel die zich ten zuidoosten van de Belgische stad Peer bevindt.

## Geschiedenis
De naam van de kapel is afkomstig van Oesterveld, een veld ten oosten van Peer gelegen, dat reeds in 1478 in documenten werd vermeld.
De kapel zou in 1660 of 1687 zijn gesticht en was toegewijd aan Onze-Lieve-Vrouw van Altijddurende Bijstand, en later aan Onze-Lieve-Vrouw van Rust. Het jaartal 1687 zou wijzen op de stichting door Petrus Moors (1660-1703), die naar verluidt een Mariabeeldje dat in een lindeboom hing, in de kapel zou hebben ondergebracht. Niettemin zou het jaar 1660 in een steen gebeiteld staan, maar deze steen is bij een latere verbouwing verloren gegaan.
In 1717 werd de kapel naar het westen toe uitgebreid, mogelijk door Jan Moors (1647-1720), de oudere broer van Petrus. Van 1700 tot 1820 woonde een kluizenaar in een kluis die aan de kapel was vastgebouwd. Hij was verantwoordelijk voor het onderhoud van de kapel, stond de priesters bij als deze er de Mis kwamen lezen, en gaf onderricht aan de kinderen.
In 1735 kwam de kapel aan de parochie van Peer. In 1799 werden de dakruiter en het kruis door de Fransen verwijderd, en werd de kapel buiten gebruik gesteld. Omstreeks 1860 werd de kluis afgebroken. In 1970 werd het merendeel van het interieur overgebracht naar de Sint-Trudokerk te Peer. In 1982 werd de kapel gerestaureerd. Traditioneel vond de kleinveemarkt plaats rond de kapel, het laatst in 1991.

## Gebouw
Het gebouw heeft laatgotische elementen. De vensters zijn in Lodewijk XV-stijl en werden in 1785 aangebracht. Vroeger hing in de kapel een schilderij van Onze'Lieve-Vrouw met het kind, door Carlo Dolci. Hiervan hangt tegenwoordig een reproductie. Het hoofdaltaar is een 17e-eeuws portiekaltaar in barokstijl. De zijaltaren zijn 18e-eeuws. Uit dezelfde tijd stammen enkele kerkbanken en het offerblok.

## Galerij

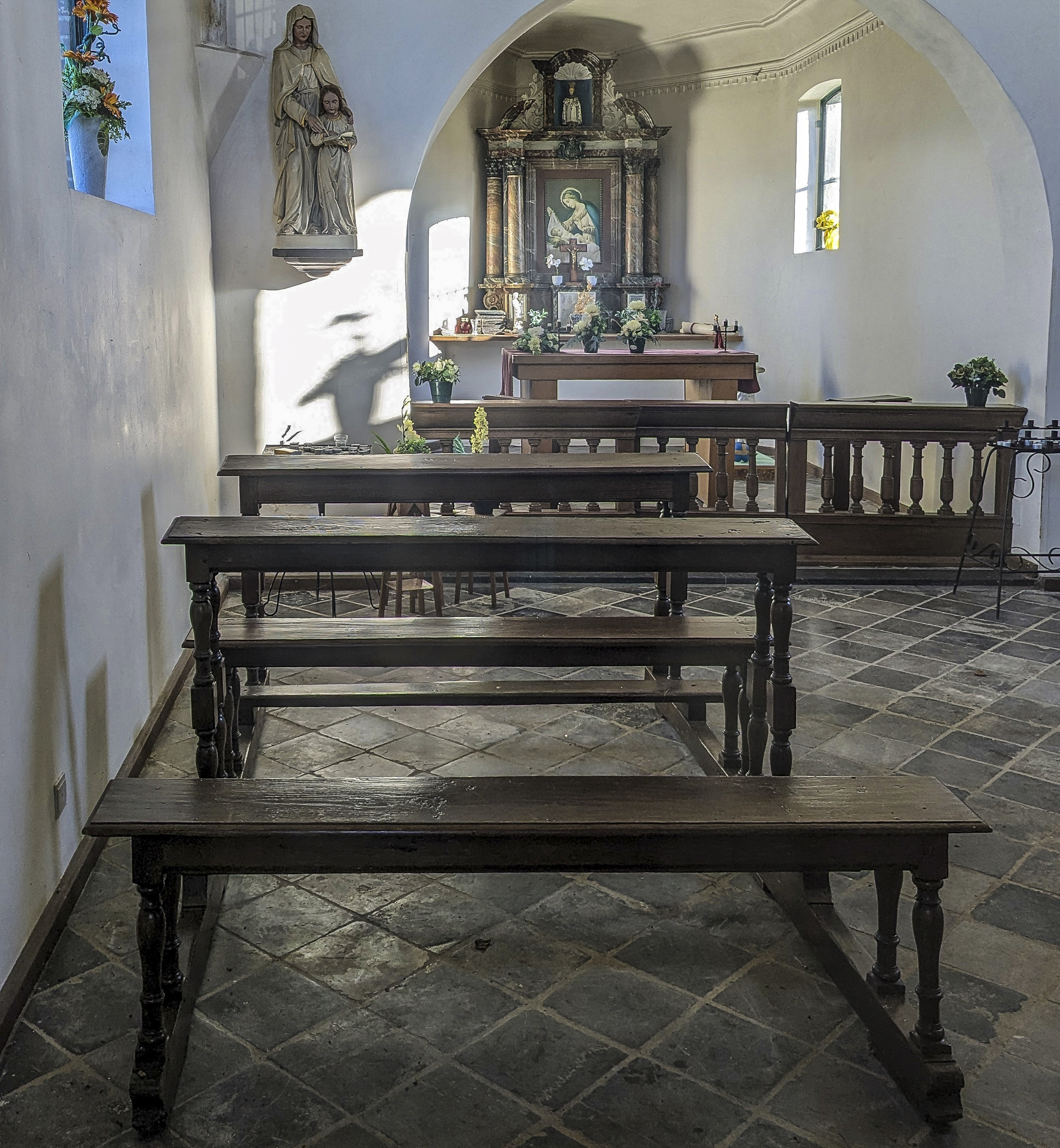
Interieur
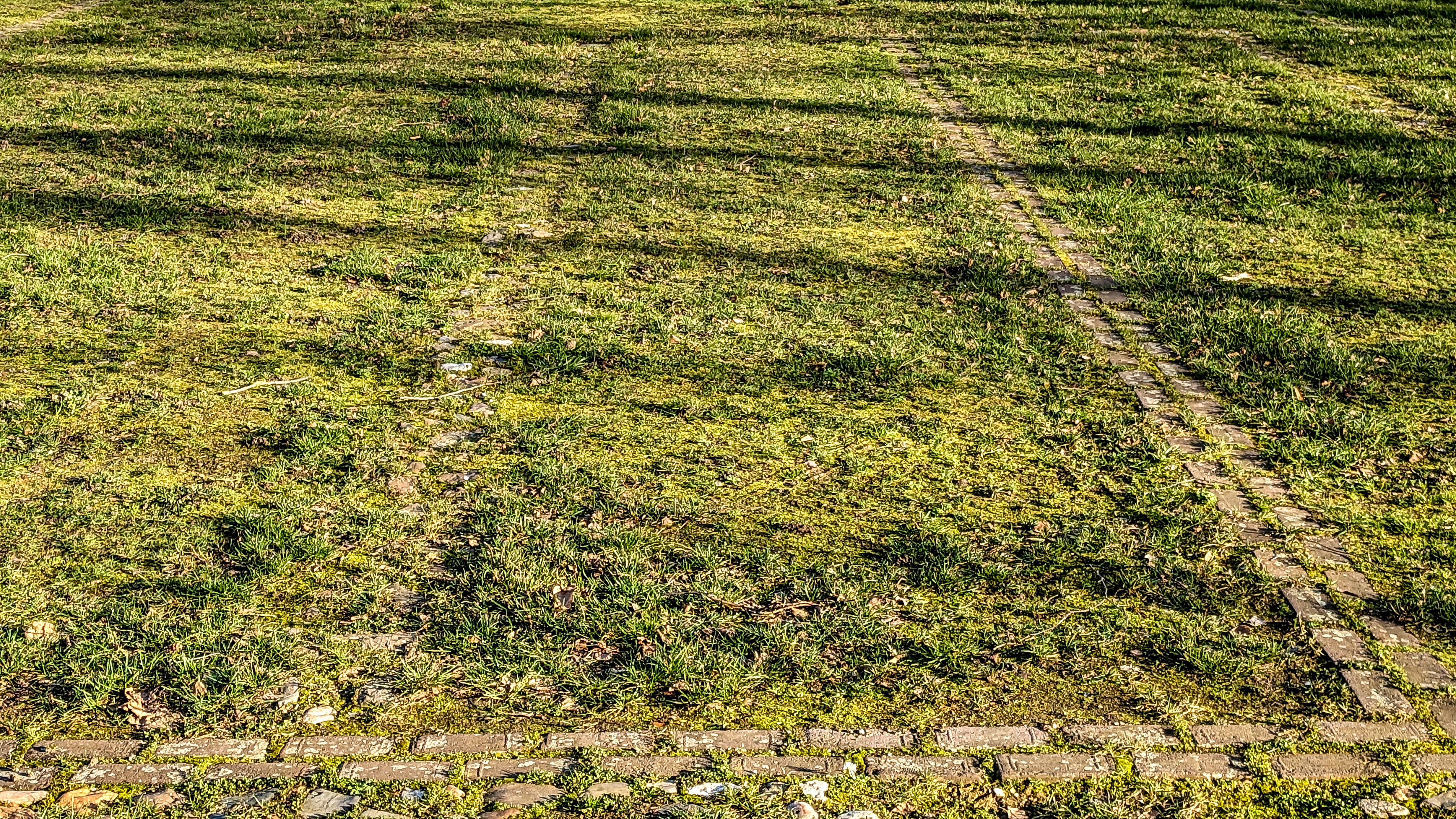
Fundering van de voormalige kluizenarij